# Spin City
Spin City var en amerikansk sitcom-serie som pågick från 1996 till 2002. Bill Lawrence skapade serien. Serien har vunnit 14 priser, däribland två Emmy Award och fyra Golden Globe Award.

## Handling
Spin City handlade om vice borgmästaren Mike Flaherty som tillsammans med sin knasiga personal ständigt fick ta hand om borgmästarens problem. Och någon normal personal på kontoret fanns det nog inte, ett par exempel var den hormonstinne Stuart och den blygsamme James. Mike Flaherty spelades av Michael J. Fox fram till 2000 då hans sjukdom, Parkinsons sjukdom, gjorde sig påmind.
Säsong 4:
Under denna säsong ersatte James, den position som Stacy tidigare haft, som Michaels sekreterare. Stacy spelades av Jennifer Esposito under säsong 2-3.
Säsong 5:
Från och med säsong 5 flyttades inspelningen från New York till Los Angeles och samtidigt övertog Charlie Sheen huvudrollen som Flaherty. Nikki, Janelle och James försvann ur serien då dessa skådespelare inte ville fortsätta utan Michael J. Fox.

## Rollfigurer
Mike Flaherty – Vice borgmästare. 

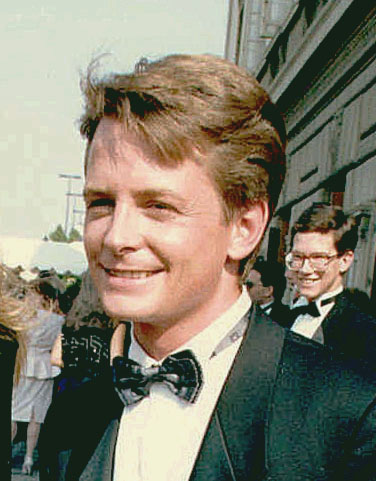

Seriens huvudfigur som får ta hand om staden i bakgrunden. 

Spelad av Michael J Fox
Randall Winston – Borgmästare. 

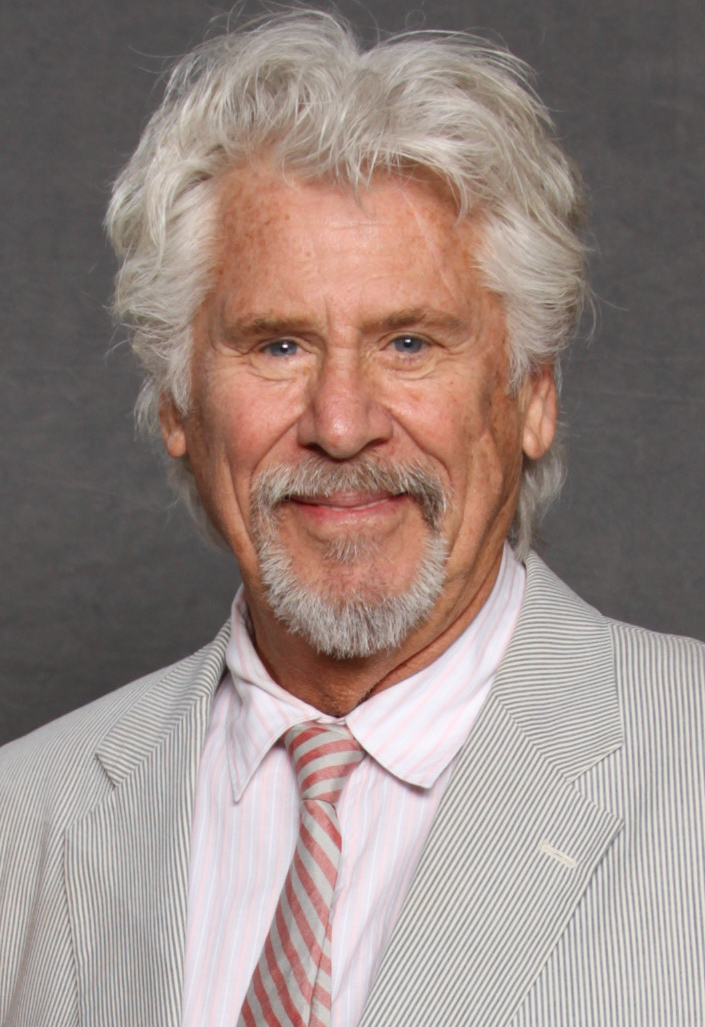

En politiker som egentligen inte är så begåvad eller smart, men som ändå lyckas vara populär. Han är väldigt duktig på att prata med folket och att visa känslor (även om det inte alltid är meningen). Är skild och har ingen bra relation med exfrun. 

Spelad av Barry Bostwick

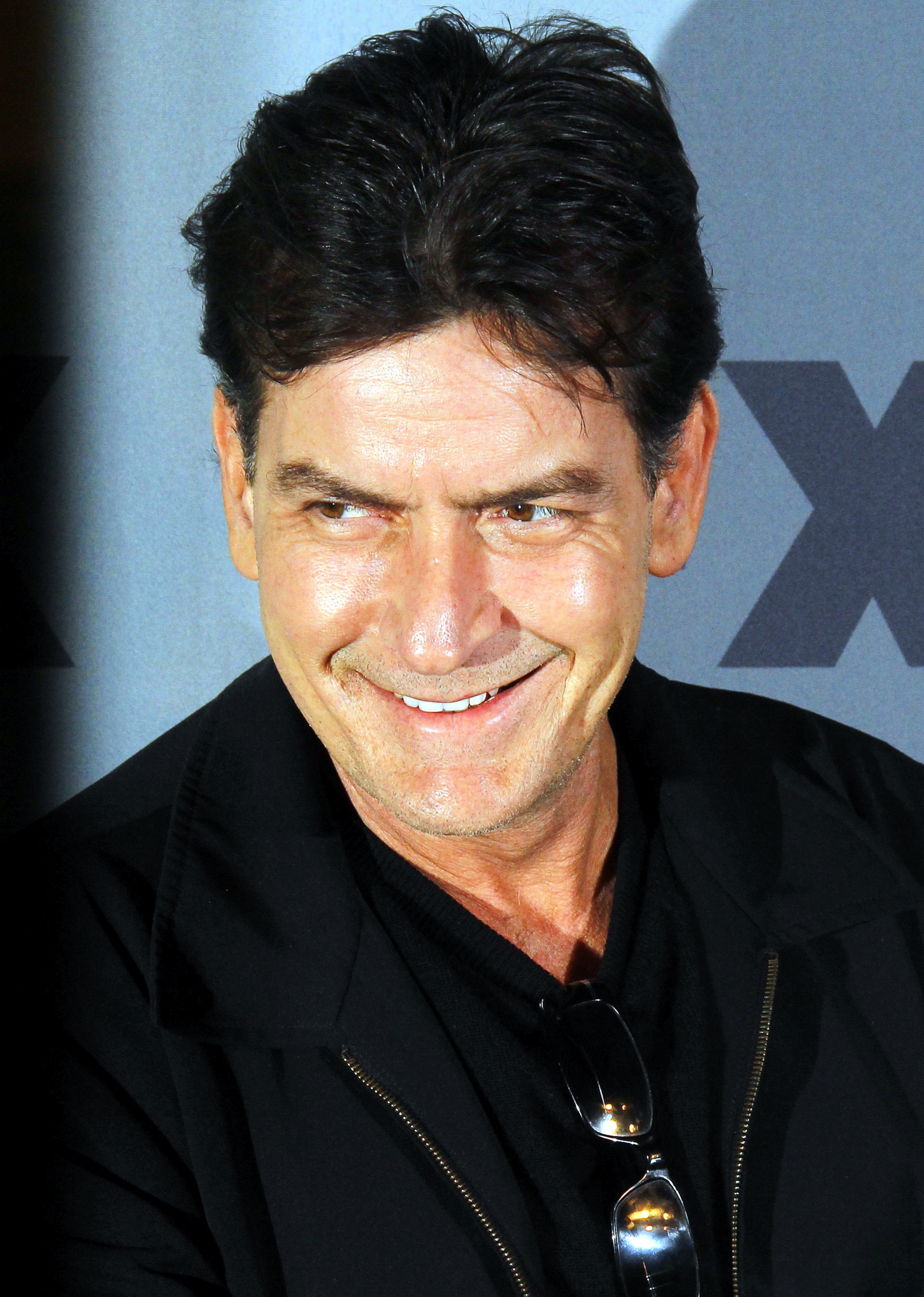

Charlie Crawford – Vice Borgmästare. 

Tog över efter Mike. En kvinnokarl som trånar efter Caitlin. 

Spelad av Charlie Sheen

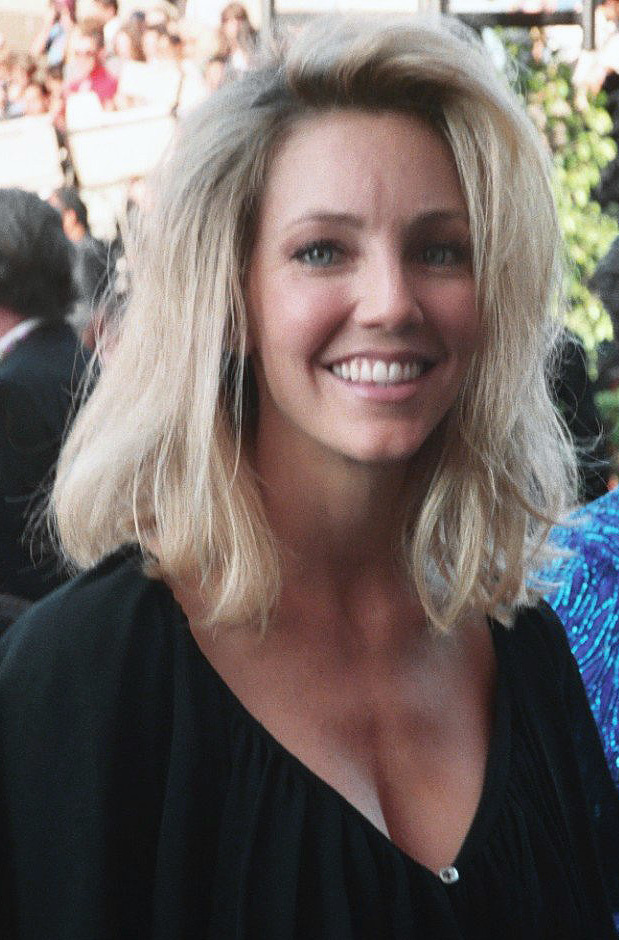

Caitlin Moore – Kampanjledare, assistent. 

Kommer in i teamet när borgmästaren vill kandidera till senator. Fattar tycke för både Mike och Charlie 

Spelad av Heather Locklear

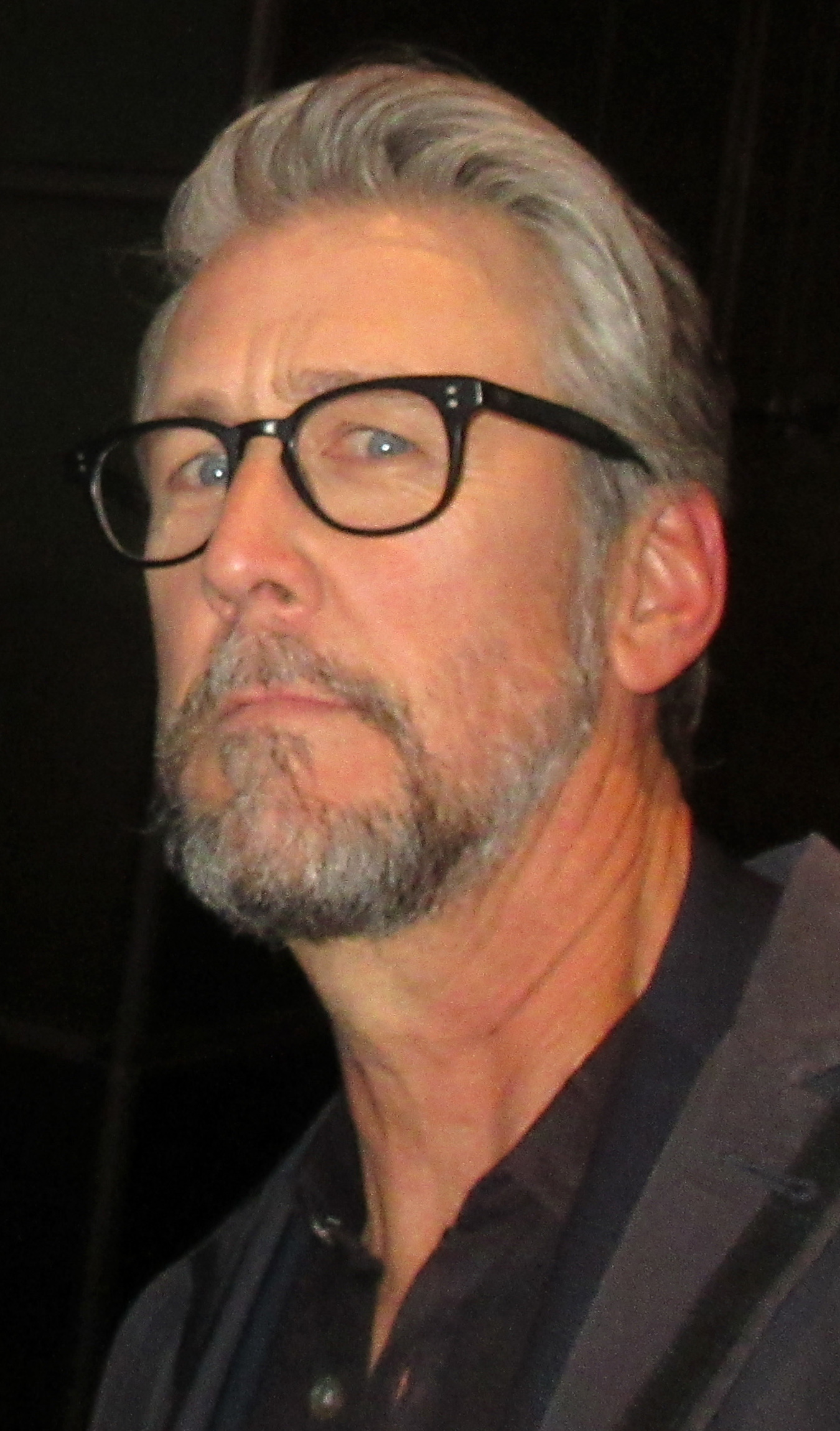

Stuart Bondek – Andre Vice Borgmästare. 

En sexfixerad man i 40-årsåldern som gillar att skämta med, och om, sina kollegor. Dessa är rätt trötta på honom, men kan inte låta bli att sakna honom om han inte är där. Bor tillsammans med Carter, och gillar att dra bögskämt när han är i närheten.

Spelad av Alan Ruck
Carter Heywood – Ansvarig för minoritetsfrågor. 

Togs in i administrationen för att han är svart och homosexuell för att visa att borgmästaren står på minoriteternas sida (vilket borgmästaren var tvungen till efter att på frågan ”Ska du vara med i Pride-festivalen” svarat ”Va, är du full?”). Carter brinner för de små grupperna i samhället. Han har också en självmordsbenägen hund vid namn Rags som är minst 30 år (människoår). 

Spelad av Michael Boatman
Paul Lassiter – Pressekreterare. 

Kufisk och snål man som ständigt vill vara borgmästaren till lags och alltid smickrar honom. Var gift med Claudia, den enda medlemmen i The Paul Lassiter Fan Club. Claudia lämnar sedan Paul för att bli nunna 

Spelad av Richard Kind
Janelle Cooper – Borgmästarens sekreterare. 

En kvinna som är en av de mest sansade på kontoret, och ofta står för förnuftet 

Spelad av Victoria Dillard
Nikki Faber – Mikes assistent. 

Romantisk kvinna som drömmer om att träffa Den Rätte, men ofta träffar sådana som visar sig vara Den Felaktige. 

Spelad av Connie Britton
James Hobert – Talskrivare. 

En naiv, tankspridd, godtrogen och inte alltför smart ung man som kom till New York från Wisconsin för att leva i den stora staden. 

Spelad av Alexander Chaplin
Stacey Paterno – Mikes sekreterare. 

Ung tjej från Brooklyn som vill komma ifrån sin familj och leva livet i den stora staden. Gillar att festa och träffa killar. 

Spelad av Jennifer Esposito